# Тонкошарова хроматографія

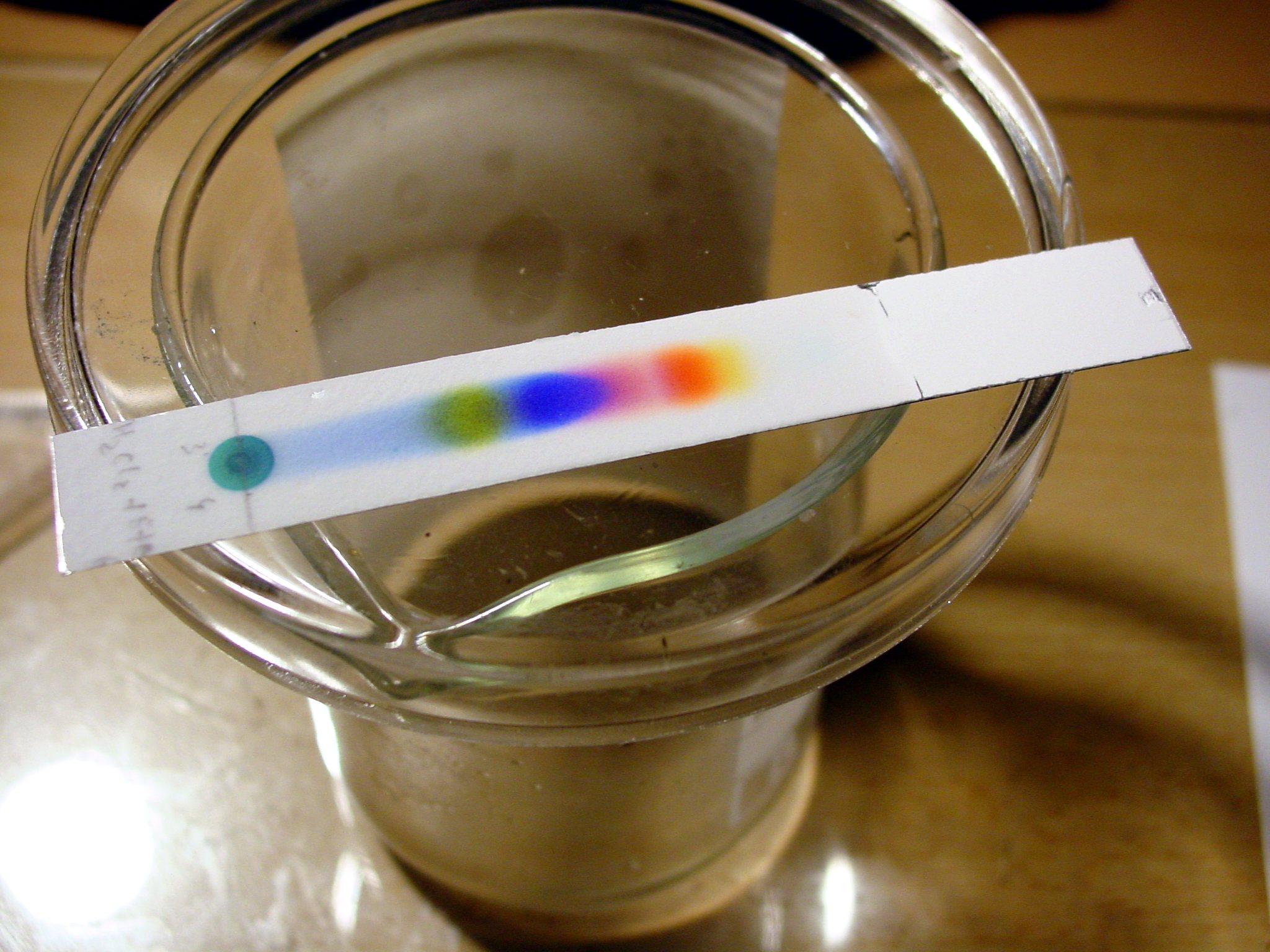
Розділення чорнила методом тонкошарової хроматографії

Тонкошарова хроматографія (рос. тонкослойная хроматография, англ. thin-layer chromatography; нім. Dünnschichtchromatographie f) — метод розділення і аналізу сумішей речовин, що базується на їхній різній сорбованості тонким шаром сорбенту (нерухомою фазою) при руху по ньому розчинника (рухомої фази). Як нерухома фаза використовується силікагель, оксид алюмінію, кізельгур, целюлоза, поліамідні матеріали, йонообмінні синтетичні смоли, мінерально-органічні йоніти, як рухома фаза — органічні розчинники (спирти, кетони, феноли, їхні суміші).
Методи тонкошарової хроматографії дозволяють розділяти та ідентифікувати речовини в кількостях 10−9−10−6 г, виконувати аналізи з наважок до 10−6 г.
Цей метод використовують при якісному аналізі мінералів. Особливо цінне застосування тонкошарової хроматографії при аналізі руд і мінералів з близькими хімічними властивостями, наприклад, рідкісноземельних елементів, цирконію і гафнію, ніобію і танталу тощо.